# Cyclops heberti
Cyclops heberti – gatunek widłonoga z rodziny Cyclopidae, nazwa naukowa gatunku została po raz pierwszy opublikowana w 1996 roku przez niemieckiego zoologa Ulricha Einsle. 